# Bernhard Pankok
Bernhard Pankok, né le 16 mai 1872 à Münster et mort le 1943) est un peintre, graphiste, architecte et designer allemand.
Son œuvre se développe au moment où se produit la transition entre l'Art Nouveau et le Style international. Il est entre autres reconnu pour son mobilier et la conception de livres, tels que le catalogue de la section allemande de l'Exposition universelle de 1900 (Paris).

## Carrière
Bernhard Pankok est né le 16 mai 1872 à Münster. En 1889, il entre à l'académie des beaux-arts de Düsseldorf puis termine ses études à Berlin.

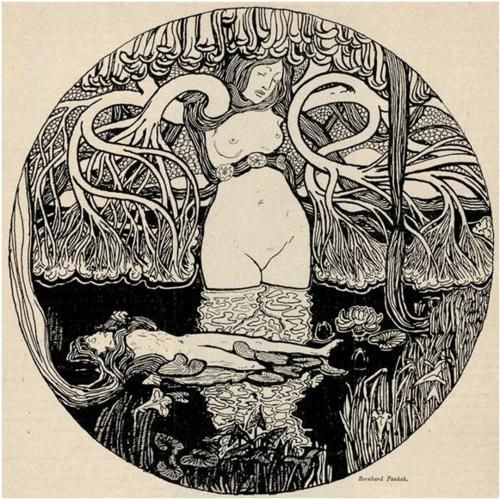
Illustration parue dans Jugend, octobre 1896.

Il ouvre un atelier à Munich en 1892, et y travaille en tant qu'artiste indépendant, graphiste et illustrateur pour des périodiques illustrés de bonne tenue comme Pan et Jugend. Il demeure à Munich jusqu'en 1902 et co-fonde le « Vereinigten Werkstätten für Kunst im Handwerk » (VWKH, littéralement le « Laboratoire pour l'union des arts et des artisanats », équivalent en France de l'Union des arts décoratifs). Avec Otto Eckmann, Richard Riemerschmid et Bruno Paul, il compte parmi ces artistes « qui font la transition entre l'art libre et l'art appliqué, à l'image de l'uomini universali au sens où on l'entendait sous la Renaissance, croisant au cœur de leurs productions, progressivement, tous les domaines de l'art, de l'industrie et du commerce et abolissant les frontières ». Ses travaux sont reconnus internationalement durant l'Exposition universelle de 1900 (Paris) où il est présent dans le pavillon de l'Empire allemand.
En 1901, il épouse la Suissesse Antonette (Toni) Coppenrath (1870–1920), fille du peintre Ferdinand Florenz Coppenrath.
En 1902, il s'installe à Stuttgart, et en 1913, il participe à la re-fondation de l'école d'art locale, le Stuttgarter Killesberg, qui devient, avec un nouveau bâtiment, la Kunstgewerbeschule (aujourd'hui la Staatliche Akademie der Bildenden Künste Stuttgart), dont il devient le premier directeur, poste qu'il conserve jusqu'en 1937. 
En 1907, Pankok devient membre de la Sécession de Berlin et du Deutscher Werkbund nouvellement fondé. En 1914, il est l'un des principaux artistes de l'exposition du Werkbund à Cologne. 
En 1924, il épouse en secondes noces Marianne Geyer (1891-1941). 
En 1930, il devient membre invité de la Sécession de Munich. Il est nommé membre honoraire de la Westphalien Kunstverein Münster deux ans plus tard, puis membre honoraire de l'Académie des beaux-arts de Munich en 1931.
Il prend sa retraite durant l'été 1937. Contrairement à nombre de ses collègues professeurs, il n'était pas devenu membre du NSDAP. Le journal Stuttgarter Neue Tagblatt écrit alors : « Le nom de Bernhard Pankok, ainsi que sa personnalité et ses créations, ont profondément contribué au développement artistique de Stuttgart ».
Un an avant sa mort intervenue le 5 avril 1943 à Baierbrunn, l'Académie des beaux-arts de Stuttgart le nomme membre honoraire pour son soixante-dixième anniversaire.

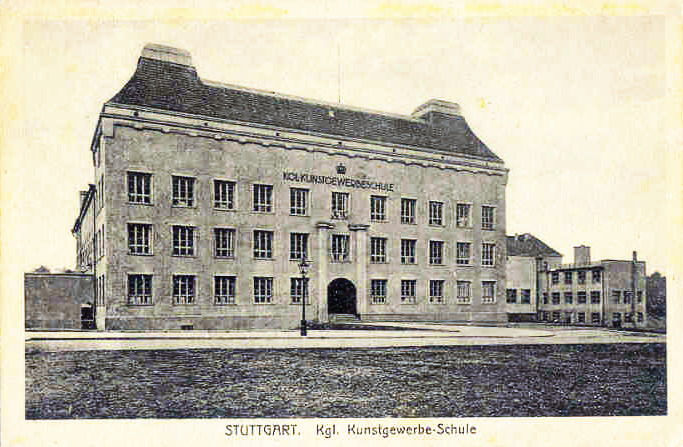
La Kunstgewerbeschule Stuttgart (avant 1914).
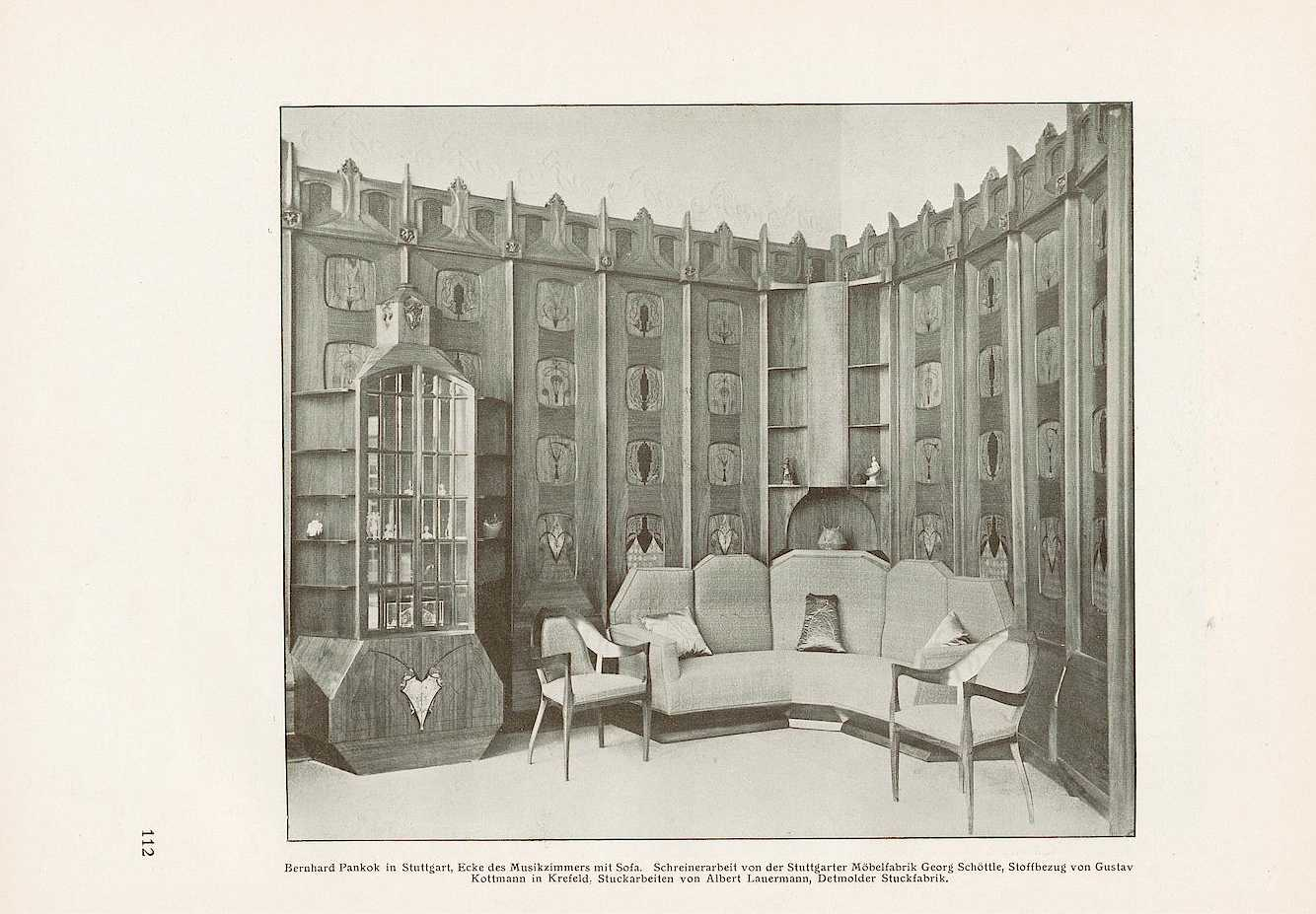
Salon conçu par Pankok pour l'exposition du Stuttgarter Mitteilungen über Kunst und Gewerbe de 1904-1905.